# رود ميلر
رود ميلر (بالإنجليزية: Rod Miller)‏ هو لاعب كرة قاعدة أمريكي، ولد في 16 يناير 1940 في بورتلاند في الولايات المتحدة، وتوفي في 8 نوفمبر 2013 في كاسكيد في الولايات المتحدة.

## وصلات خارجية
- رود ميلر على موقعبيزبول رفرنس.كوم (الدوري الرئيسي) (الإنجليزية)
- رود ميلر على موقعبيزبول رفرنس.كوم (الدوري الثانوي) (الإنجليزية)